# Малый Инзер
Ма́лый Инзе́р (баш. Кесе Инйәр) — река в России, протекает в Белорецкого района Башкортостана, сливаясь с Большим Инзером после посёлка Инзер образует реку Инзер. Длина реки составляет 96 км, площадь водосборного бассейна — 1060 км².

## Данные водного реестра
По данным государственного водного реестра России относится к Камскому бассейновому округу, водохозяйственный участок реки — Сим от истока и до устья, речной подбассейн реки — Белая. Речной бассейн реки — Кама.
Код объекта в государственном водном реестре — 10010200612111100019607.